# Instituto Infraero de Seguridade Social
O Infraprev Previdência Privada é uma entidade de previdência complementar fechada multipatrocinada. Tem como patrocinadores a Empresa Brasileira de Infraestrutura Aeroportuária (Infraero), Inframérica Concessionária do Aeroporto de Brasília S/A, Aeroportos Brasil Viracopos S/A, Concessionária do Aeroporto Internacional de Guarulhos S/A, Concessionária Novo Galeão, Concessionária BH Airport, o próprio Infraprev e como instituidor a Associação Nacional de Empregados da Infraero (Anei).
Foi criado em 29 de junho de 1982 com o nome Arsaprev, pelo patrocinador Aeroportos do Rio de Janeiro – Arsa. Após a incorporação da Arsa pela Empresa Brasileira de Infraestrutura Aeroportuária (Infraero) em 1998 passou a denominação de Infraprev.
O objetivo do fundo de pensão é garantir o pagamento de aposentadoria aos seus participantes dos planos patrocinados e instituídos e pensão aos seus dependentes. Atualmente o Instituto administra quatro planos de previdência: um Plano de Contribuição Variável, um Plano de Contribuição Definida e dois na modalidade Benefício Definido fechados à entrada de novos participantes. 
Para cumprir com esse compromisso, adota uma metodologia rigorosa em seus investimentos. Os recursos financeiros são gerenciados seguindo processos de planejamento que orientam as decisões de investimentos.
O Instituto é regulado e fiscalizado pela Superintendência Nacional de Previdência Complementar (Previc), do Ministério da Previdência Social, e seus investimentos realizados de acordo com as diretrizes do Conselho Monetário Nacional.
Destaca-se por priorizar investimentos em empresas comprometidas com práticas de sustentabilidade e que adotem políticas claras de investimentos responsáveis. 

## Governança Corporativa
O Infraprev possui órgãos que atuam no sentido de garantir que a gestão de seus recursos seja feita de acordo com os interesses dos seus participantes. Dentre esses órgãos estatutários estão o Conselho Deliberativo (CONDE), o Conselho Fiscal (CONFI) e a Diretoria Executiva (DIREX).
 A DIREX é o órgão de administração geral, formado por três diretores, com mandado de três anos e possível recondução por igual período. O CONDE é responsável pelas diretrizes mestras e orientações gerais de organização, operação e administração. O CONFI fiscaliza a gestão administrativa dos planos e dos recursos garantidores dos compromissos previdenciários. Ambos são constituídos por quatro membros titulares e quatro suplentes.
O mandato dos conselheiros, todos independentes, é de quatro anos, podendo haver recondução por igual período. São participantes ativos e assistidos, eleitos pelos participantes e indicados pelo patrocinador-fundador, a Infraero.
A governança corporativa do Infraprev conta ainda com os comitês que auxiliam a diretoria nas decisões de investimentos. 
O Infraprev não possui acionistas em sua estrutura de governança, pois seus recursos provêm das contribuições de participantes e dos patrocinadores para formação de reserva de aposentadorias. 
Comitê de Gestão de Investimentos – apoia a DIREX nas diretrizes de gestão dos investimentos.
Comitê de Gestão de Riscos – dá suporte a DIREX nas análises de riscos corporativos e de investimentos.
Comitê de Ética – apoia os órgãos estatutários no cumprimento do Código de Ética e Conduta do Infraprev.
Comitê de Produtos – analisa propostas de adesão de novos patrocinadores e instituidores e elabora estudo de viabilidade.
Comitê de Pró-Equidade de Gênero Raça e Diversidade – desenvolve ações visando alcançar a equidade de gênero, raça e diversidade no ambiente de trabalho.

## Missão
Administrar planos de previdência complementar com eficiência e transparência, contribuindo para a qualidade de vida dos participantes, agregando valor à política de Recursos Humanos dos Patrocinadores e fortalecimento dos Instituidores.

## Visão
Ser reconhecido como um fundo de pensão inovador, competitivo e cada vez mais comprometido com os participantes, patrocinadores, instituidores e sociedade, com base nos princípios de sustentabilidade.

## Valores
- Excelência na gestão do patrimônio dos planos de benefícios previdenciários.
 - Cordialidade no tratamento dos participantes e beneficiários.
 - Transparência das informações sobre a gestão dos planos de benefícios previdenciários.
 - Prevalência dos interesses do Infraprev no processo decisório.
 - Comprometimento com a diversidade, gênero e raças.
 - Ambiente participativo, justo, ético e probo.
 - Reconhecimento da contribuição individual e de grupo.
 - Comprometimento com os princípios de sustentabilidade.
 - Portfólio de investimentos com foco em empresas socialmente responsáveis.
 - Inovação em todos os níveis do Infraprev.

## Legislação
O regime de Previdência Privada Complementar, no qual se insere o Infraprev teve seus fundamentos legais revistos com a sanção da Lei Complementar nº.109, de 29 de maio de 2001 e regulamentada com a publicação do Decreto n° 4.206, de 23 de abril de 2002.
Sendo um fundo de pensão patrocinado por empresa estatal, o Infraprev é regido, também, pelas disposições da Lei Complementar nº 108, de 29 de maio de 2011, que estabelece as relações entre as empresas públicas e suas entidades fechadas de previdência complementar.  
A consolidação dos dispositivos regulamentares do segmento privado da Previdência busca o estabelecimento de regras dotadas de modernidade e estabilidade, capazes de proporcionar o efetivo desenvolvimento da Previdência Complementar no país.
São vários os instrumentos legais que regem o Sistema de Previdência Complementar. Listamos abaixo alguns dos principais:

### Leis
Lei Complementar nº 108, de 29/05/2001 - Dispõe sobre a relação entre a União, os Estados, o Distrito Federal e os Municípios, suas autarquias, fundações, sociedades de economia mista e outras entidades públicas e suas respectivas entidades fechadas de previdência complementar.
Lei Complementar nº 109, de 29/05/2001 - Dispõe sobre o Regime de Previdência Complementar.

### Decretos
Decreto nº 4.942, de 30/12/2003 - Regulamenta o processo administrativo para apuração de responsabilidade por infração à legislação no âmbito do regime da previdência complementar, operado pelas entidades fechadas de previdência complementar e aplicação das penalidades administrativas.
Decreto nº 4.206, de 23/04/2002 – Dispõe sobre os regimes de previdência complementar no âmbito das entidades fechadas.

### Resoluções
Resolução nº 23, de 06/12/2006 - Dispõe sobre os procedimentos a serem observados pelas entidades fechadas de previdência complementar na divulgação de informações aos participantes e assistidos dos planos de benefícios de caráter previdenciário que administram, e dá outras providências
Resolução nº18, de 28/03/2006 - Estabelece parâmetros técnico-atuariais para estruturação de plano de benefícios de entidades fechadas de previdência complementar, e dá outras providências.
Resolução nº16, de 22/11/2005 - Normatiza os planos de benefícios de caráter previdenciário nas modalidades de benefício definido, contribuição definida e contribuição variável, e dá outras providências.
Resolução CGPC/MPS nº14, de 01/10/2004 - Cria o Cadastro Nacional de Planos de Benefícios das Entidades Fechadas de Previdência Complementar - CNPB, dispõe sobre o plano de benefícios e dá outras providências.
Resolução CGPC/MPS nº13, de 01/10/2004 - Estabelece princípios, regras e práticas de governança, gestão e controles internos e serem observados pelas entidades fechadas de previdência complementar - EFPC.
Resolução CGPC/MPS nº08, de 19/02/2004 - Dispõe sobre normas procedimentais para a formalização de processos de estatutos, regulamentos de plano de benefícios, convênios de adesão e suas alterações.
Resolução CMN. nº 3.121, de 25/09/2003 e Resolução CMN nº 3.142, de 27/12/2003 - Consolidam as normas e diretrizes pertinentes à aplicação dos recursos garantidores das reservas técnicas dos planos de benefícios das entidades fechadas de previdência complementar.
Resolução MPS/CGPC nº 06, de 30/10/2003 – Dispõe sobre os institutos do benefício proporcional diferido, portabilidade, resgate e autopatrocínio em planos de entidade fechada de previdência complementar. 

### Instruções Normativas
Instrução SPC nº09, de 17/01/2006 - Estabelece instruções complementares à Resolução CGPC n.º16, de 22 de novembro de 2005, que normatiza os planos de benefícios de caráter previdenciário nas modalidades de benefício definido, contribuição definida e contribuição variável, altera a Instrução Normativa n.º4, de 5 de novembro de 2004, que estabelece procedimentos acreca do Cadastro Nacional de Planos de Benefícios das Entidades Fechadas de Previdência Complementar - CNPB, e dá outras providências.
Instrução Normativa Conjunta SRF, SPC e Susep nº589, de 21/12/2005 - Altera a Instrução Normativa Conjunta SRF, SPC e Susep nº524, de 2005, que regulamenta o prazo de acumulação de que trata o §3º do art. 1º da Lei nº11.053, de 29 de dezembro de 2004.
Instrução Normativa Conjunta SRF, SPC e Susep nº524, de 11/03/2005 - Regulamenta o prazo de acumulação de que trata o § 3º do art. 1º da Lei nº11.053, de 29 de dezembro de 2004.
Instrução Normativa SPC nº04, de 05/11/2004 - Estabelece procedimento acerca do Cadastro Nacional de Planos dos Benefícios das entidades fechadas de Previdência Complementar - CNPB e dá outras providências.
Instrução Normativa SPC. nº 05, de 09/12/2003 - Estabelece instruções a serem adotadas pelas entidades fechadas de previdência complementar na execução da Resolução MPS/CGPC nº 06 de 30 de Outubro de 2003, que dispõe sobre os institutos do benefício proporcional diferido, portabilidade e autopatrocínio.
Instrução Normativa SPC. nº 04, de 26/11/2003 – Regulamenta o artigo 58 da Resolução CMN. 3.121 de 25 de Setembro de 2003, que trata das diretrizes pertinentes à aplicação dos recursos garantidores dos planos de benefícios das entidades fechadas de previdência complementar.

## Ligações Externas
- Infraero
- Abraap